# A Yoke of Gold
A Yoke of Gold er en amerikansk stumfilm fra 1916 af Lloyd B. Carleton.

## Medvirkende
- Dorothy Davenport som Carmen.
- Emory Johnson som Jose Garcia.
- Alfred Allen som Luis Lopez.
- Richard Morris som Padre Amador.
- Harold Skinner som Castro Arellanes.